# Rodolfo Reis
Rodolfo dos Reis Ferreira, mais conhecido por Rodolfo Reis ou Rodolfo, (Porto, 29 de Janeiro de 1954) foi jogador de futebol, ocupando a posição de centro-campista (trinco).

## Biografia
Foi campeão nacional no final da década de 70, início de 80, do século passado.
Na época de 1987/88 iniciou a actividade de treinador de futebol.
Em 2014, iniciou a actividade de comentador de futebol no programa Play-Off da SIC Notícias. A 1 de novembro de 2015, afirmou, neste mesmo programa televisivo, que não era treinador porque tinha dignidade (- Não sou treinador porque tenho dignidade! - sic), afirmando-o no contexto da existência de uma hipotética e comum dependência hierárquica por parte de treinadores de futebol profissional, por imposição de determinados dirigentes de clubes profissionais, sem no entanto os discriminar ou exemplificar a quais clubes se referiu.

## Carreira
Representou sempre o FC Porto

## Selecção Nacional
Averbou várias internacionalizações "AA", "BB" e "menos de 21 anos".

## Títulos
- 2 Campeonatos Nacionais (1977/78 e 1978/79)
- 2 Taças de Portugal (1976/77 e 1983/84)